# Liste des planètes mineures non numérotées découvertes en mars 2010
Pour un article plus général, voir Liste des planètes mineures non numérotées découvertes en 2010.
Pour un article plus général, voir Liste des planètes mineures.
Cet article dresse la liste des planètes mineures (astéroïdes, centaures, objets transneptuniens et assimilés) non numérotées découvertes en mars 2010 dans l'ordre de leur découverte.
Au 15 janvier 2025, 661 077 des 1 434 993 planètes mineures répertoriées par le Centre des planètes mineures ne sont pas encore numérotées, soit 46,07 %.

## Rappel concernant la désignation provisoire
La désignation provisoire indique l'ordre de découverte de ces objets. En effet, cette désignation est composée de l'année de découverte (par exemple 2010) suivie de la quinzaine (demi-mois) de découverte (p.e. A = 1-15 janvier) puis de l'ordre de découverte dans cette quinzaine. Cet ordre est indiqué par une lettre et éventuellement un chiffre comme suit : A pour la première découverte, B pour la deuxième, ..., Z pour la 25e (le I n'est pas utilisé pour éviter la confusion avec 1), A1 pour la 26e, B1 pour la 27e, etc. , Z1 pour la 50e, A2 pour la 51e, B2 pour la 52e, etc. L'ordre de la numérotation ne suit donc pas l'ordre alphanumérique. 2010 AA1 suit ainsi 2010 AZ et précède 2010 AB1.

## Liste

### Du1erau 15 mars 2010
- 2010 EA
- 2010 EC
- 2010 ED
- 2010 EE
- 2010 EB1
- 2010 EM1
- 2010 EV1
- 2010 EB2
- 2010 EQ2
- 2010 ER2
- 2010 EG3
- 2010 EH3
- 2010 EG4
- 2010 EK4
- 2010 ES4
- 2010 EU4
- 2010 EV4
- 2010 EA5
- 2010 EB5
- 2010 EM5
- 2010 EW5
- 2010 EJ6
- 2010 ES6
- 2010 EX6
- 2010 EG7
- 2010 EP7
- 2010 EU7
- 2010 EW7
- 2010 EX8
- 2010 EL9
- 2010 EB10
- 2010 EL10
- 2010 ET10
- 2010 EV10
- 2010 EO11
- 2010 EX11
- 2010 ER12
- 2010 ES12
- 2010 EE13
- 2010 ET14
- 2010 EF15
- 2010 ER15
- 2010 EB16
- 2010 EN16
- 2010 ES16
- 2010 EW16
- 2010 EZ16
- 2010 EB17
- 2010 ED17
- 2010 EL17
- 2010 EN17
- 2010 ES18
- 2010 EV18
- 2010 EW18
- 2010 EK19
- 2010 EL19
- 2010 EM19
- 2010 EO19
- 2010 EP19
- 2010 ES19
- 2010 ET19
- 2010 EZ19
- 2010 EL20
- 2010 EO20
- 2010 EP20
- 2010 EE21
- 2010 EF21
- 2010 EG21
- 2010 ED22
- 2010 EK22
- 2010 EL22
- 2010 ER22
- 2010 EE23
- 2010 EQ23
- 2010 ER23
- 2010 EA24
- 2010 EO24
- 2010 EQ24
- 2010 EW24
- 2010 EZ24
- 2010 EA25
- 2010 EE25
- 2010 EH25
- 2010 EM25
- 2010 EV25
- 2010 EA26
- 2010 EC26
- 2010 EF26
- 2010 EG26
- 2010 EH26
- 2010 EP26
- 2010 EQ26
- 2010 ES26
- 2010 EJ27
- 2010 EK27
- 2010 EB28
- 2010 EF28
- 2010 EN28
- 2010 EN31
- 2010 ER31
- 2010 EE32
- 2010 EL32
- 2010 EN32
- 2010 EO32
- 2010 EP32
- 2010 ER32
- 2010 EV32
- 2010 EA33
- 2010 EC33
- 2010 EQ36
- 2010 EY36
- 2010 EZ36
- 2010 EW37
- 2010 EA39
- 2010 EN40
- 2010 ES40
- 2010 EX40
- 2010 EA41
- 2010 EZ41
- 2010 EW42
- 2010 EB43
- 2010 EC43
- 2010 EE43
- 2010 EF43
- 2010 EG43
- 2010 EJ43
- 2010 EK43
- 2010 EQ43
- 2010 EU43
- 2010 EF44
- 2010 EK44
- 2010 EN44
- 2010 EO44
- 2010 EY44
- 2010 EZ45
- 2010 EA46
- 2010 EB46
- 2010 EJ50
- 2010 EW50
- 2010 EN52
- 2010 EC53
- 2010 EO53
- 2010 ED54
- 2010 EA55
- 2010 EB55
- 2010 EK55
- 2010 EC56
- 2010 EW56
- 2010 EO57
- 2010 EV58
- 2010 EA59
- 2010 EZ59
- 2010 EC60
- 2010 EG62
- 2010 EH62
- 2010 EL62
- 2010 EL65
- 2010 EM65
- 2010 EQ65
- 2010 ES65
- 2010 EU65
- 2010 EY65
- 2010 ER66
- 2010 EJ67
- 2010 EZ67
- 2010 EK70
- 2010 EV71
- 2010 EY71
- 2010 EY72
- 2010 EB73
- 2010 EF73
- 2010 EG73
- 2010 EQ73
- 2010 ED74
- 2010 EM74
- 2010 ER74
- 2010 EX74
- 2010 EA75
- 2010 EC75
- 2010 EE75
- 2010 EH75
- 2010 EJ75
- 2010 EM75
- 2010 ER75
- 2010 ET75
- 2010 EZ75
- 2010 EP76
- 2010 EQ76
- 2010 EV76
- 2010 EW76
- 2010 EY76
- 2010 ED77
- 2010 EH77
- 2010 EE79
- 2010 EN79
- 2010 EP79
- 2010 EY79
- 2010 EB80
- 2010 EJ80
- 2010 EX80
- 2010 EY80
- 2010 EJ81
- 2010 EV81
- 2010 EH82
- 2010 EQ82
- 2010 ET82
- 2010 EV83
- 2010 EW84
- 2010 EG85
- 2010 EQ85
- 2010 ES86
- 2010 EU86
- 2010 EX86
- 2010 EZ86
- 2010 EA87
- 2010 EG87
- 2010 EM87
- 2010 ER88
- 2010 ES88
- 2010 EV88
- 2010 EW88
- 2010 ED89
- 2010 EU89
- 2010 EV89
- 2010 EV90
- 2010 EZ90
- 2010 ED91
- 2010 EH91
- 2010 EN91
- 2010 ER91
- 2010 EW91
- 2010 EG92
- 2010 ET92
- 2010 EE93
- 2010 EQ93
- 2010 ET93
- 2010 EY93
- 2010 ES94
- 2010 EY94
- 2010 EZ94
- 2010 ED95
- 2010 EV95
- 2010 EF96
- 2010 EH96
- 2010 EK96
- 2010 ES96
- 2010 EJ97
- 2010 EU97
- 2010 EV97
- 2010 ER98
- 2010 EX98
- 2010 EF100
- 2010 EZ100
- 2010 ED101
- 2010 EN101
- 2010 ER101
- 2010 EU102
- 2010 EJ103
- 2010 ES103
- 2010 EU103
- 2010 EJ104
- 2010 EE105
- 2010 EQ106
- 2010 EK109
- 2010 EY109
- 2010 EJ111
- 2010 EZ111
- 2010 EE112
- 2010 EO112
- 2010 EB113
- 2010 EW113
- 2010 EX113
- 2010 EZ113
- 2010 EG114
- 2010 EH114
- 2010 EJ114
- 2010 ER114
- 2010 EX114
- 2010 EY114
- 2010 EH115
- 2010 EO115
- 2010 ER115
- 2010 EW115
- 2010 EM116
- 2010 ER116
- 2010 EV116
- 2010 EX116
- 2010 EP117
- 2010 EU117
- 2010 EX117
- 2010 EG118
- 2010 EL118
- 2010 EE119
- 2010 EJ119
- 2010 EN119
- 2010 EV119
- 2010 EA120
- 2010 EC121
- 2010 EJ121
- 2010 EL121
- 2010 EQ121
- 2010 EO122
- 2010 EZ122
- 2010 ER124
- 2010 EV124
- 2010 EO127
- 2010 EZ127
- 2010 ED128
- 2010 EK128
- 2010 EH130
- 2010 ER131
- 2010 EZ131
- 2010 ET132
- 2010 EG133
- 2010 ED134
- 2010 EC135
- 2010 ES135
- 2010 EU136
- 2010 ED137
- 2010 ES137
- 2010 EL138
- 2010 EJ139
- 2010 EL139
- 2010 EU140
- 2010 EF141
- 2010 EB142
- 2010 EY142
- 2010 EA143
- 2010 EB143
- 2010 EU143
- 2010 EJ144
- 2010 EL144
- 2010 EN144
- 2010 ER144
- 2010 EX144
- 2010 EY144
- 2010 EF145
- 2010 EG145
- 2010 EH145
- 2010 EK145
- 2010 EN145
- 2010 EY145
- 2010 EF146
- 2010 EM146
- 2010 ET146
- 2010 EW146
- 2010 EF147
- 2010 EK147
- 2010 EO147
- 2010 EW147
- 2010 EA148
- 2010 EH148
- 2010 EH149
- 2010 EL149
- 2010 EO149
- 2010 EX149
- 2010 EB150
- 2010 EJ150
- 2010 EC151
- 2010 ED151
- 2010 EL151
- 2010 EP151
- 2010 ET151
- 2010 EV151
- 2010 EW151
- 2010 EA152
- 2010 EB152
- 2010 EG152
- 2010 EJ152
- 2010 EK152
- 2010 EN152
- 2010 EQ152
- 2010 EX152
- 2010 EK154
- 2010 EA155
- 2010 ED155
- 2010 EK155
- 2010 EQ155
- 2010 ES155
- 2010 ET155
- 2010 ED156
- 2010 EH156
- 2010 EM156
- 2010 ES156
- 2010 EF157
- 2010 EJ157
- 2010 EO157
- 2010 ET157
- 2010 EZ157
- 2010 EA158
- 2010 ED158
- 2010 EM158
- 2010 ER158
- 2010 EC159
- 2010 EJ159
- 2010 EY159
- 2010 EC160
- 2010 EE160
- 2010 EH160
- 2010 EL160
- 2010 EP160
- 2010 EQ160
- 2010 ER160
- 2010 EN161
- 2010 ET161
- 2010 EY161
- 2010 EA162
- 2010 EJ162
- 2010 EP162
- 2010 ES162
- 2010 EU162
- 2010 EV162
- 2010 EY162
- 2010 EZ162
- 2010 EJ163
- 2010 EM163
- 2010 EA164
- 2010 EY164
- 2010 ED165
- 2010 EJ165
- 2010 EM165
- 2010 EP165
- 2010 EZ165
- 2010 ED166
- 2010 EQ166
- 2010 ET166
- 2010 EB167
- 2010 EE167
- 2010 ER167
- 2010 EV167
- 2010 EX167
- 2010 EE168
- 2010 EO168
- 2010 EW168
- 2010 EE169
- 2010 EO169
- 2010 ER169
- 2010 EL170
- 2010 EM170
- 2010 EN170
- 2010 EZ170
- 2010 ES172
- 2010 EX173
- 2010 EJ174
- 2010 ET174
- 2010 EJ175
- 2010 EK175
- 2010 EM175
- 2010 EO175
- 2010 EX175
- 2010 EY175
- 2010 EB176
- 2010 EL176
- 2010 ES176
- 2010 EG177
- 2010 EB178
- 2010 EE178
- 2010 EX178
- 2010 EZ178
- 2010 ET179
- 2010 EK180
- 2010 EN180
- 2010 EQ180
- 2010 EZ180
- 2010 EA181
- 2010 EB181
- 2010 EC181
- 2010 EF181
- 2010 EG181
- 2010 EM181
- 2010 EW181
- 2010 EJ182
- 2010 EP183
- 2010 ET183
- 2010 ET184
- 2010 EL185
- 2010 ES185
- 2010 EV185
- 2010 EB186
- 2010 EL186
- 2010 EY186
- 2010 EZ186
- 2010 EM187
- 2010 EE188
- 2010 EK188
- 2010 EQ188
- 2010 ET188
- 2010 EU188
- 2010 EV188
- 2010 EX188
- 2010 EY188
- 2010 EA189
- 2010 EE189
- 2010 EJ189
- 2010 EL189
- 2010 EO189
- 2010 EP189
- 2010 ER189
- 2010 ES189
- 2010 EU189
- 2010 EW189
- 2010 EY189
- 2010 EZ189
- 2010 EB190
- 2010 ED190
- 2010 EE190
- 2010 EG190
- 2010 EJ190
- 2010 EK190
- 2010 ET190
- 2010 EV190
- 2010 EW190
- 2010 EX190
- 2010 EG191
- 2010 EH191
- 2010 EJ191
- 2010 EL191
- 2010 EO191
- 2010 ER191
- 2010 EV191
- 2010 EW191
- 2010 EC192
- 2010 ED192
- 2010 EE192
- 2010 EF192
- 2010 EG192
- 2010 EH192
- 2010 EJ192
- 2010 EK192
- 2010 EL192
- 2010 EN192
- 2010 EO192
- 2010 EP192
- 2010 ER192
- 2010 ES192
- 2010 ET192
- 2010 EU192
- 2010 EV192
- 2010 EW192
- 2010 EX192
- 2010 EY192
- 2010 EZ192
- 2010 EA193
- 2010 EB193
- 2010 EC193
- 2010 ED193
- 2010 EE193
- 2010 EF193

### Du 16 au 31 mars 2010
- 2010 FB
- 2010 FC
- 2010 FD
- 2010 FK
- 2010 FM
- 2010 FN
- 2010 FO
- 2010 FP
- 2010 FQ
- 2010 FS
- 2010 FT
- 2010 FU
- 2010 FA1
- 2010 FQ1
- 2010 FB2
- 2010 FP2
- 2010 FQ2
- 2010 FR2
- 2010 FD3
- 2010 FG3
- 2010 FH3
- 2010 FJ3
- 2010 FS3
- 2010 FQ4
- 2010 FA5
- 2010 FB5
- 2010 FM5
- 2010 FA6
- 2010 FB6
- 2010 FD6
- 2010 FD7
- 2010 FE7
- 2010 FF8
- 2010 FL8
- 2010 FM8
- 2010 FN8
- 2010 FO8
- 2010 FG9
- 2010 FP9
- 2010 FQ9
- 2010 FR9
- 2010 FS9
- 2010 FT9
- 2010 FU9
- 2010 FV9
- 2010 FW9
- 2010 FX9
- 2010 FY9
- 2010 FZ9
- 2010 FA10
- 2010 FB10
- 2010 FF10
- 2010 FG10
- 2010 FJ10
- 2010 FD11
- 2010 FG11
- 2010 FL11
- 2010 FR11
- 2010 FD13
- 2010 FO13
- 2010 FS13
- 2010 FJ15
- 2010 FM15
- 2010 FQ15
- 2010 FS15
- 2010 FA16
- 2010 FO16
- 2010 FA17
- 2010 FJ17
- 2010 FT17
- 2010 FW17
- 2010 FY17
- 2010 FM18
- 2010 FQ18
- 2010 FF19
- 2010 FG19
- 2010 FY19
- 2010 FZ19
- 2010 FA20
- 2010 FF20
- 2010 FK20
- 2010 FV20
- 2010 FK21
- 2010 FU21
- 2010 FB22
- 2010 FD22
- 2010 FN22
- 2010 FV22
- 2010 FB23
- 2010 FO23
- 2010 FR23
- 2010 FW23
- 2010 FB24
- 2010 FD24
- 2010 FG24
- 2010 FO24
- 2010 FQ24
- 2010 FD25
- 2010 FP25
- 2010 FM26
- 2010 FZ26
- 2010 FE27
- 2010 FO28
- 2010 FC29
- 2010 FO29
- 2010 FY29
- 2010 FU30
- 2010 FW30
- 2010 FJ31
- 2010 FK31
- 2010 FL31
- 2010 FN31
- 2010 FR31
- 2010 FS31
- 2010 FZ31
- 2010 FP32
- 2010 FB33
- 2010 FE33
- 2010 FU33
- 2010 FE34
- 2010 FQ34
- 2010 FB35
- 2010 FC35
- 2010 FF35
- 2010 FU35
- 2010 FV35
- 2010 FW35
- 2010 FX35
- 2010 FY35
- 2010 FB36
- 2010 FK36
- 2010 FR36
- 2010 FU36
- 2010 FY36
- 2010 FO37
- 2010 FU37
- 2010 FX37
- 2010 FF38
- 2010 FZ38
- 2010 FG39
- 2010 FL39
- 2010 FN39
- 2010 FO39
- 2010 FS39
- 2010 FT39
- 2010 FX39
- 2010 FC40
- 2010 FK40
- 2010 FO40
- 2010 FL41
- 2010 FQ41
- 2010 FC42
- 2010 FE42
- 2010 FY42
- 2010 FZ42
- 2010 FD43
- 2010 FL43
- 2010 FN43
- 2010 FT43
- 2010 FC44
- 2010 FG44
- 2010 FP44
- 2010 FZ44
- 2010 FE45
- 2010 FB46
- 2010 FM46
- 2010 FS46
- 2010 FX46
- 2010 FY46
- 2010 FQ47
- 2010 FJ48
- 2010 FL48
- 2010 FJ49
- 2010 FL49
- 2010 FM49
- 2010 FN49
- 2010 FU49
- 2010 FE50
- 2010 FZ50
- 2010 FA51
- 2010 FF51
- 2010 FH51
- 2010 FJ51
- 2010 FP51
- 2010 FS51
- 2010 FE52
- 2010 FF52
- 2010 FG52
- 2010 FL52
- 2010 FN52
- 2010 FO52
- 2010 FZ52
- 2010 FC53
- 2010 FJ53
- 2010 FA54
- 2010 FJ54
- 2010 FW54
- 2010 FE55
- 2010 FL55
- 2010 FM57
- 2010 FZ57
- 2010 FB58
- 2010 FG58
- 2010 FD59
- 2010 FF59
- 2010 FH59
- 2010 FR59
- 2010 FX59
- 2010 FZ59
- 2010 FA60
- 2010 FJ60
- 2010 FS60
- 2010 FX60
- 2010 FK61
- 2010 FP61
- 2010 FV61
- 2010 FD62
- 2010 FX62
- 2010 FV63
- 2010 FC64
- 2010 FF65
- 2010 FL65
- 2010 FO65
- 2010 FV65
- 2010 FB66
- 2010 FJ66
- 2010 FN66
- 2010 FY66
- 2010 FA67
- 2010 FF67
- 2010 FM67
- 2010 FS67
- 2010 FK68
- 2010 FQ68
- 2010 FU68
- 2010 FA69
- 2010 FT70
- 2010 FE71
- 2010 FF71
- 2010 FL71
- 2010 FX71
- 2010 FY71
- 2010 FA72
- 2010 FB72
- 2010 FC72
- 2010 FM72
- 2010 FP72
- 2010 FX72
- 2010 FZ72
- 2010 FA73
- 2010 FC73
- 2010 FD73
- 2010 FK73
- 2010 FM73
- 2010 FN73
- 2010 FO73
- 2010 FP73
- 2010 FD74
- 2010 FP74
- 2010 FJ75
- 2010 FN75
- 2010 FR75
- 2010 FV75
- 2010 FY75
- 2010 FZ75
- 2010 FA76
- 2010 FE76
- 2010 FS76
- 2010 FT77
- 2010 FB78
- 2010 FC78
- 2010 FE78
- 2010 FN78
- 2010 FQ79
- 2010 FS79
- 2010 FW79
- 2010 FE80
- 2010 FQ80
- 2010 FR80
- 2010 FS80
- 2010 FX80
- 2010 FY80
- 2010 FZ80
- 2010 FA81
- 2010 FB81
- 2010 FC81
- 2010 FF81
- 2010 FG81
- 2010 FJ81
- 2010 FO81
- 2010 FU81
- 2010 FW81
- 2010 FZ81
- 2010 FD82
- 2010 FL82
- 2010 FN82
- 2010 FW82
- 2010 FZ83
- 2010 FO84
- 2010 FV85
- 2010 FH86
- 2010 FL86
- 2010 FP86
- 2010 FQ86
- 2010 FR86
- 2010 FX86
- 2010 FH92
- 2010 FO92
- 2010 FZ92
- 2010 FL93
- 2010 FP93
- 2010 FA94
- 2010 FG94
- 2010 FJ95
- 2010 FO95
- 2010 FY95
- 2010 FZ95
- 2010 FC96
- 2010 FH96
- 2010 FK96
- 2010 FL96
- 2010 FM96
- 2010 FD97
- 2010 FL97
- 2010 FS97
- 2010 FL99
- 2010 FT100
- 2010 FY100
- 2010 FF101
- 2010 FX101
- 2010 FM102
- 2010 FO102
- 2010 FV102
- 2010 FE103
- 2010 FH103
- 2010 FK103
- 2010 FM103
- 2010 FN103
- 2010 FO103
- 2010 FP103
- 2010 FQ103
- 2010 FR103
- 2010 FS103
- 2010 FY103
- 2010 FZ103
- 2010 FA104
- 2010 FE104
- 2010 FH104
- 2010 FR104
- 2010 FS104
- 2010 FX104
- 2010 FE105
- 2010 FH105
- 2010 FM105
- 2010 FP105
- 2010 FQ105
- 2010 FX105
- 2010 FY105
- 2010 FZ105
- 2010 FB106
- 2010 FJ106
- 2010 FL106
- 2010 FX106
- 2010 FN107
- 2010 FQ107
- 2010 FR107
- 2010 FY107
- 2010 FN108
- 2010 FO108
- 2010 FQ108
- 2010 FT108
- 2010 FU108
- 2010 FV108
- 2010 FA109
- 2010 FS109
- 2010 FX109
- 2010 FE110
- 2010 FM110
- 2010 FO110
- 2010 FV110
- 2010 FW110
- 2010 FX110
- 2010 FE111
- 2010 FH111
- 2010 FM111
- 2010 FQ111
- 2010 FT111
- 2010 FY111
- 2010 FA112
- 2010 FJ112
- 2010 FL112
- 2010 FO112
- 2010 FJ113
- 2010 FZ113
- 2010 FB114
- 2010 FH114
- 2010 FL114
- 2010 FP114
- 2010 FR114
- 2010 FB115
- 2010 FE115
- 2010 FG115
- 2010 FP115
- 2010 FT115
- 2010 FU115
- 2010 FV115
- 2010 FA116
- 2010 FG116
- 2010 FH116
- 2010 FK116
- 2010 FP116
- 2010 FX116
- 2010 FD117
- 2010 FR117
- 2010 FS117
- 2010 FV117
- 2010 FX117
- 2010 FY117
- 2010 FZ117
- 2010 FC118
- 2010 FD118
- 2010 FQ118
- 2010 FS118
- 2010 FY118
- 2010 FZ118
- 2010 FF119
- 2010 FG119
- 2010 FT119
- 2010 FU119
- 2010 FV119
- 2010 FZ119
- 2010 FC120
- 2010 FF120
- 2010 FH120
- 2010 FJ120
- 2010 FT120
- 2010 FU120
- 2010 FV120
- 2010 FB121
- 2010 FH121
- 2010 FQ121
- 2010 FT122
- 2010 FB124
- 2010 FG124
- 2010 FL124
- 2010 FO124
- 2010 FR124
- 2010 FY124
- 2010 FE125
- 2010 FK125
- 2010 FN125
- 2010 FL126
- 2010 FO126
- 2010 FR126
- 2010 FU126
- 2010 FP127
- 2010 FJ128
- 2010 FT128
- 2010 FE129
- 2010 FF129
- 2010 FP129
- 2010 FE131
- 2010 FL131
- 2010 FR131
- 2010 FF132
- 2010 FY132
- 2010 FZ132
- 2010 FA133
- 2010 FE133
- 2010 FL133
- 2010 FM133
- 2010 FP133
- 2010 FA134
- 2010 FR134
- 2010 FX134
- 2010 FF135
- 2010 FJ135
- 2010 FS135
- 2010 FV135
- 2010 FL136
- 2010 FO136
- 2010 FO137
- 2010 FX137
- 2010 FB138
- 2010 FP138
- 2010 FQ138
- 2010 FT138
- 2010 FV138
- 2010 FX138
- 2010 FC139
- 2010 FE139
- 2010 FF139
- 2010 FG139
- 2010 FM139
- 2010 FN139
- 2010 FO139
- 2010 FQ139
- 2010 FR139
- 2010 FS139
- 2010 FT139
- 2010 FU139
- 2010 FV139
- 2010 FX139
- 2010 FZ139
- 2010 FA140
- 2010 FK140
- 2010 FM140
- 2010 FV140
- 2010 FX140
- 2010 FZ140
- 2010 FD141
- 2010 FF141
- 2010 FG141
- 2010 FJ141
- 2010 FL141
- 2010 FO141
- 2010 FU141
- 2010 FX141
- 2010 FA142
- 2010 FB142
- 2010 FC142
- 2010 FF142
- 2010 FG142
- 2010 FL142
- 2010 FN142
- 2010 FP142
- 2010 FQ142
- 2010 FB143
- 2010 FC143
- 2010 FE143
- 2010 FH143
- 2010 FM143
- 2010 FO143
- 2010 FP143
- 2010 FR143
- 2010 FS143
- 2010 FT143
- 2010 FD144
- 2010 FF144
- 2010 FH144
- 2010 FJ144
- 2010 FK144
- 2010 FL144
- 2010 FM144
- 2010 FN144
- 2010 FO144
- 2010 FT144
- 2010 FU144
- 2010 FV144
- 2010 FW144
- 2010 FZ144
- 2010 FA145
- 2010 FB145
- 2010 FC145
- 2010 FD145
- 2010 FE145
- 2010 FF145
- 2010 FG145
- 2010 FH145
- 2010 FJ145
- 2010 FM145
- 2010 FP145
- 2010 FY145
- 2010 FZ145
- 2010 FA146
- 2010 FC146
- 2010 FD146
- 2010 FE146
- 2010 FF146
- 2010 FG146
- 2010 FM146
- 2010 FO146
- 2010 FP146
- 2010 FQ146
- 2010 FR146
- 2010 FS146
- 2010 FT146
- 2010 FU146
- 2010 FW146
- 2010 FX146
- 2010 FY146
- 2010 FA147
- 2010 FB147
- 2010 FC147
- 2010 FD147
- 2010 FE147
- 2010 FF147
- 2010 FG147